# Jorge Mandrú
Jorge Mandrú, né le 5 mai 1986 à Osorno, est un skieur alpin chilien. 

## Biographie
Mndrú compte un départ dans la Coupe du monde en fin d'année 2005 à Beaver Creek.
Il participe aux Jeux olympiques d'hiver de 2010 à Vancouver où il est porte drapeau de l'équipe chilienne pour la cérémonie d'ouverture.
Il prend part aussi aux Championnats du monde en 2005, 2007 et 2009, obtenant comme meilleur résultat une 47e place sur la descente en 2007 à Åre.

## Palmarès

### Jeux olympiques
| Épreuve / Édition     | Turin 2006 | Vancouver 2010 |
| Descente              | 49e        | 56e            |
| Super G               |            | Abandon        |
| Slalom géant          |            | 52e            |
| Combiné/super combiné | Abandon    |                |